# تود ويلسون (متزحلق نوردي مزدوج)
تود ويلسون (بالإنجليزية: Todd Wilson)‏ هو متزحلق نوردي مزدوج أمريكي، ولد في 1965.

## وصلات خارجية
- تود ويلسون على موقع أوليمبيديا (الإنجليزية)